# Jaqueline Carvalho
Jaqueline Maria "Jaque" Pereira de Carvalho Endres, född 31 december 1983 i Recife, är en brasiliansk volleybollspelare. Carvalho blev olympisk guldmedaljör i volleyboll vid sommarspelen 2008 i Peking och sommarspelen 2012 i London. Hon har även tagit silver vid VM två gånger och vunnit FIVB World Grand Prix fem gånger.